# Leymotrigia wiluica
Leymotrigia wiluica är en gräsart som först beskrevs av Vasiliĭ Petrovich Drobow, och fick sitt nu gällande namn av Nikolai Nikolaievich Tzvelev. Leymotrigia wiluica ingår i släktet Leymotrigia och familjen gräs. Inga underarter finns listade i Catalogue of Life.